# Ахтынский краеведческий музей
Ахтынский краеведческий музей (лезг. Ахцагьрин цIуруг кIвал)— собрание из десяти залов, трёх фондохранилищ, и более, чем 12 тысяч различных экспонатов, отражающих историко-культурную и географическую самобытность Ахтынского района Дагестана в частности, и лезгинского народа в целом. Лучший сельский музей бывшего СССР. Считается одним из лучших сельских музеев нынешней России. Одна из главных местных достопримечательностей и объектов культуры.

## История музея

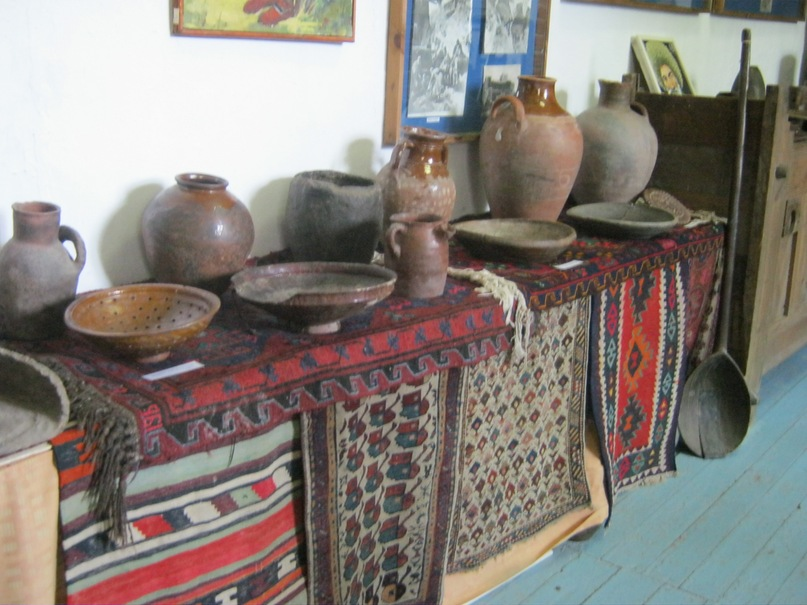
Глиняные кувшины

В 1930-е годы, считавшаяся образцовой, Ахтынская средняя школа № 1, заняла второе место на всесоюзном конкурсе. После этого директор школы Нурудин Дагларов решил создать школьный краеведческий музей. В 1937 году экспонаты школьного музея были переведены в ныне действующее, на тот момент отданное под колхозные склады, здание Ахтынской Джума-мечети. Собрание экспонатов в мечети было учреждено как музей, а Нурудин Дагларов назначен его директором. Таким образом, музей оказался вторым в Дагестане после музея в Махачкале. За 25 лет управления Нурудина Дагларова фонд музея составил 3000 экспонатов. В 1963 году на посту директора его сменил сын, Фикрет Нурудинович Дагларов. С 1991 года директором музея является его сын, Ахмед Фикретович Дагларов. В том же году начались драматические моменты в истории музея.

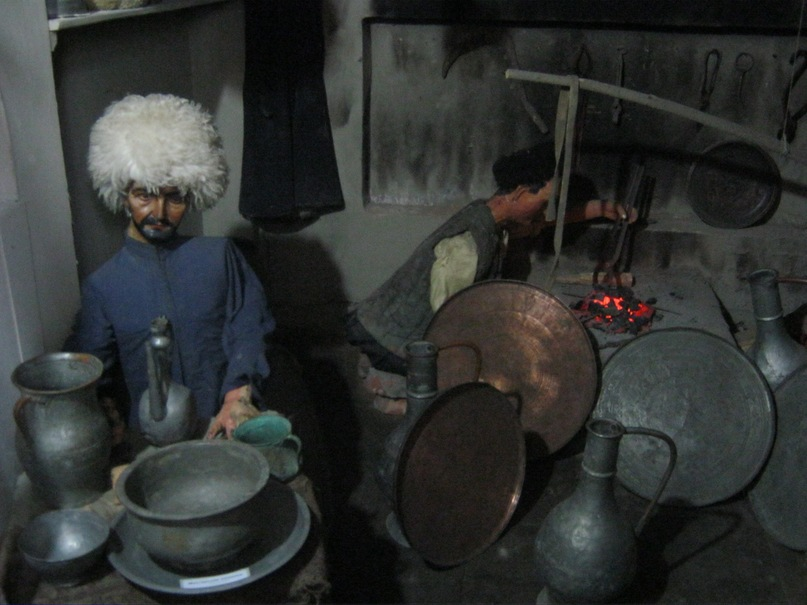
Экспозиция «Быт горцев»

В связи с распадом СССР, стало возможным возрождение Ахтынской Джума-мечети, здание которого было занято музеем. Было предложено закрыть музей, однако, стараниями директора и сотрудников, музей продолжил своё существование в здании бывшего районного комитета КПСС.
В советские годы музей нередко посещали туристы со всего СССР, а также делегации из стран Восточной Европы. В наше время музей хранит более 12 тысяч экспонатов.

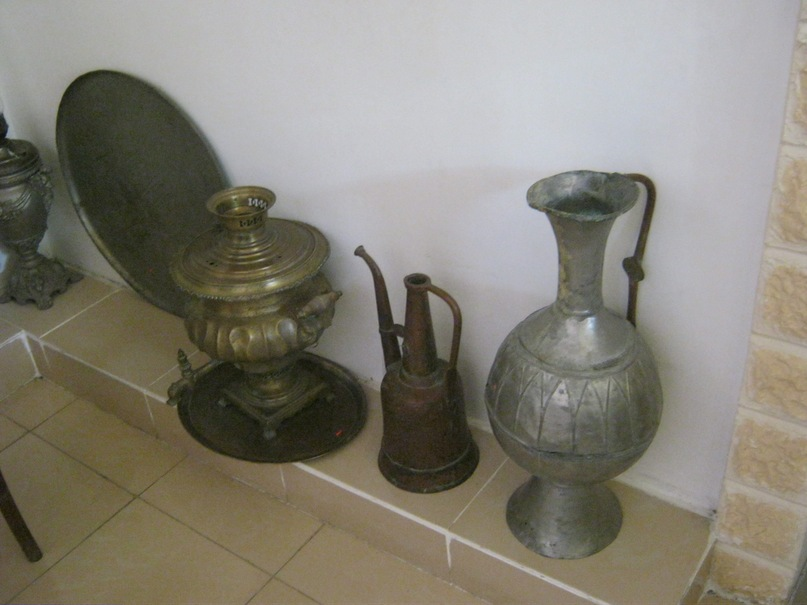
Металлические кувшины для воды

## Описание
Музей содержит различные экспонаты и экспозиции, представляющие историческое развитие, культурную самобытность, географические особенности и флору и фауну Ахтынского и соседних районов периода от Каменного века до наших дней. Материалы музея собраны в десяти залах, трёх фондохранилищах, в коридорах и фойе на двух этажах здания. Экскурсии начинаются с первого зала на первом этаже. Зал начинается с фотоэкспозиции «Мой Лезгистан» с фотографиями сёл и пейзажей Южного Дагестана. Помимо этого в зале находятся чучела животных и древние окаменелости, географические экспонаты и сведения об Ахтынском районе и Дагестане.

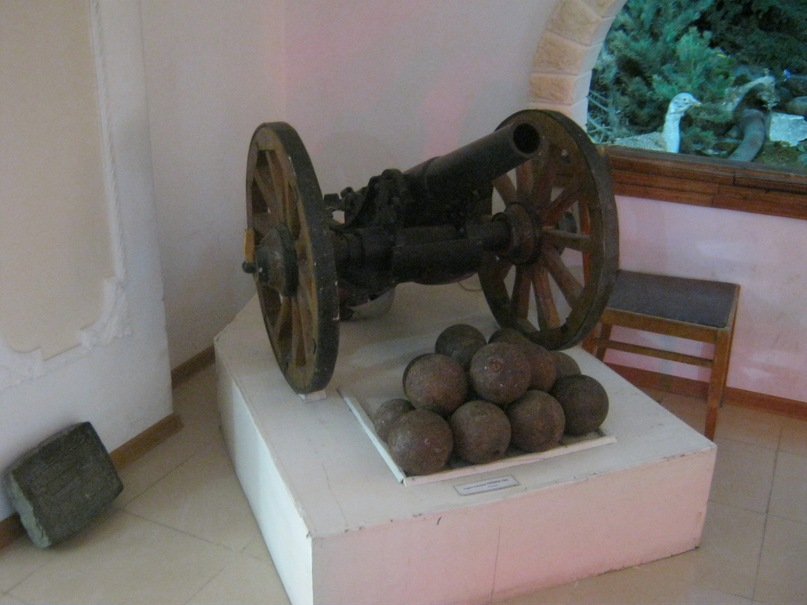
Пушка начала XIX века

В фойе расположена пушка начала XIX века тульского производства, экспозиция флоры и фауны Ахтынского района, картины. Далее следует исторический зал, вобравший в себя коллекцию рукописей, старинных монет, элементов архитектуры, различного вида оружия. В зале находятся макеты Ахтынской крепости, дербентской Нарын-Калы, первобытных людей, быта горской сакли, орудия труда, скелеты древних животных, женские украшения.

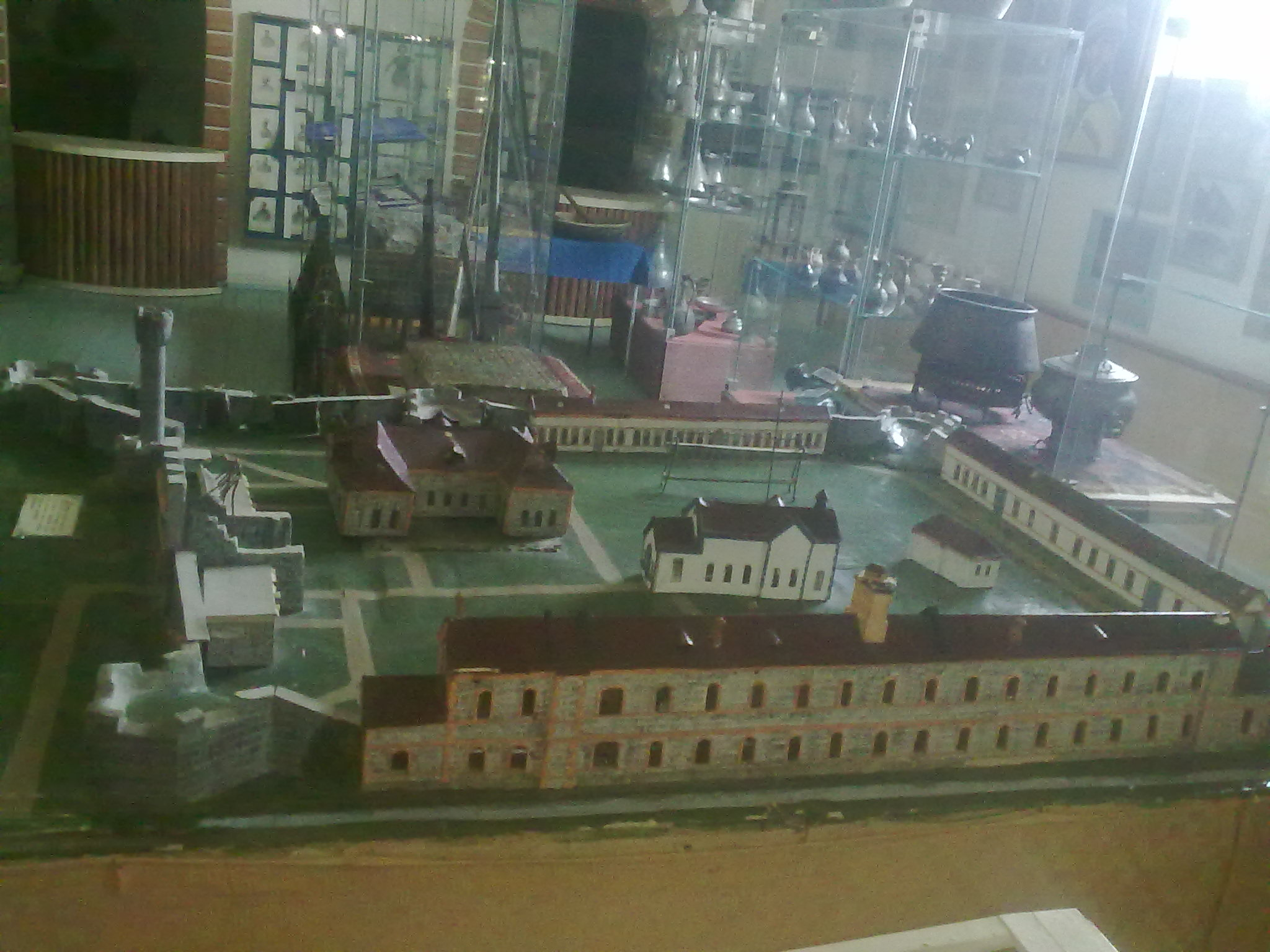
Макет Ахтынской крепости в историческом зале музея

Далее, на втором этаже находится зал, посвящённый Великой Отечественной войне и советской эпохе. В зале находятся военные карты, документы, портреты личностей, и прочие экспонаты. Затем следует зал культуры, содержащий портреты и атрибуты жизни выдающихся уроженцев Ахтынского и других лезгинских районов, а также старинные вещи, вышедшие из обихода местных жителей.

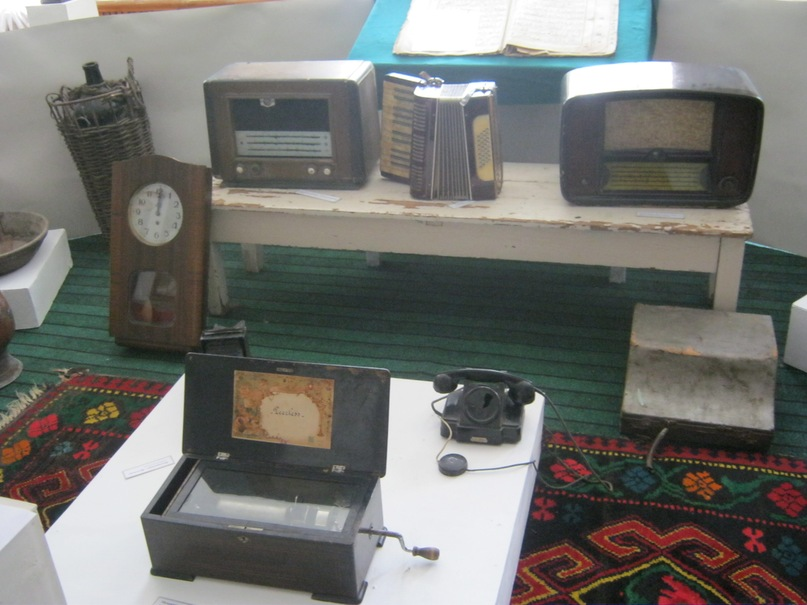
Ретро

Музей производит сбор старых, ненужных людям вещей для их сохранения. После зала культуры следует зал спорта. Очень много выходцев из села Ахты имеют большие достижения в области спорта. Зал содержит фотографии, кубки, грамоты и другие предметы, принадлежавшие спортсменам. Оканчиваются экскурсии в последнем — культурном зале. Экспонаты зала дают представление о культуре и быте, национальном колорите лезгинского народа. Помимо прочего, зал содержит традиционные женские костюмы народов Дагестана, различные макеты и картинную галерею, описывающую события, традиции и обычаи, мировоззрение лезгин.

## Проблемы музея
В наши дни музей переживает тяжёлые времена. Из-за трудностей с финансированием, невозможно выполнить необходимые работы по проведению капитального ремонта здания музея. Особой проблемой является нехватка помещений, из-за которой многие экспонаты, находясь на складах, не демонстрируются обществу.